# Flex (protocol)
FLEX is een communicatieprotocol ontwikkeld door Motorola dat in veel gebruikt wordt in semafoons. In de basis is FLEX bedoeld voor eenrichting-communicatie, tussen een zender en een of meerdere semafoons. Er bestaat ook een tweewegvariant ReFLEX, deze wordt nagenoeg niet gebruikt. FLEX biedt de mogelijkheid tot encryptie maar deze is zodanig beperkt waardoor dit in principe niet bruikbaar is voor vertrouwelijke communicatie.
In Nederland wordt FLEX op landelijk niveau toegepast in de P2000-semafoons voor de hulpdiensten. De communicatie via dit netwerk wordt door verschillende websites live gevolgd aangezien het niet versleuteld is.